# Kockes Hemfäbodgård

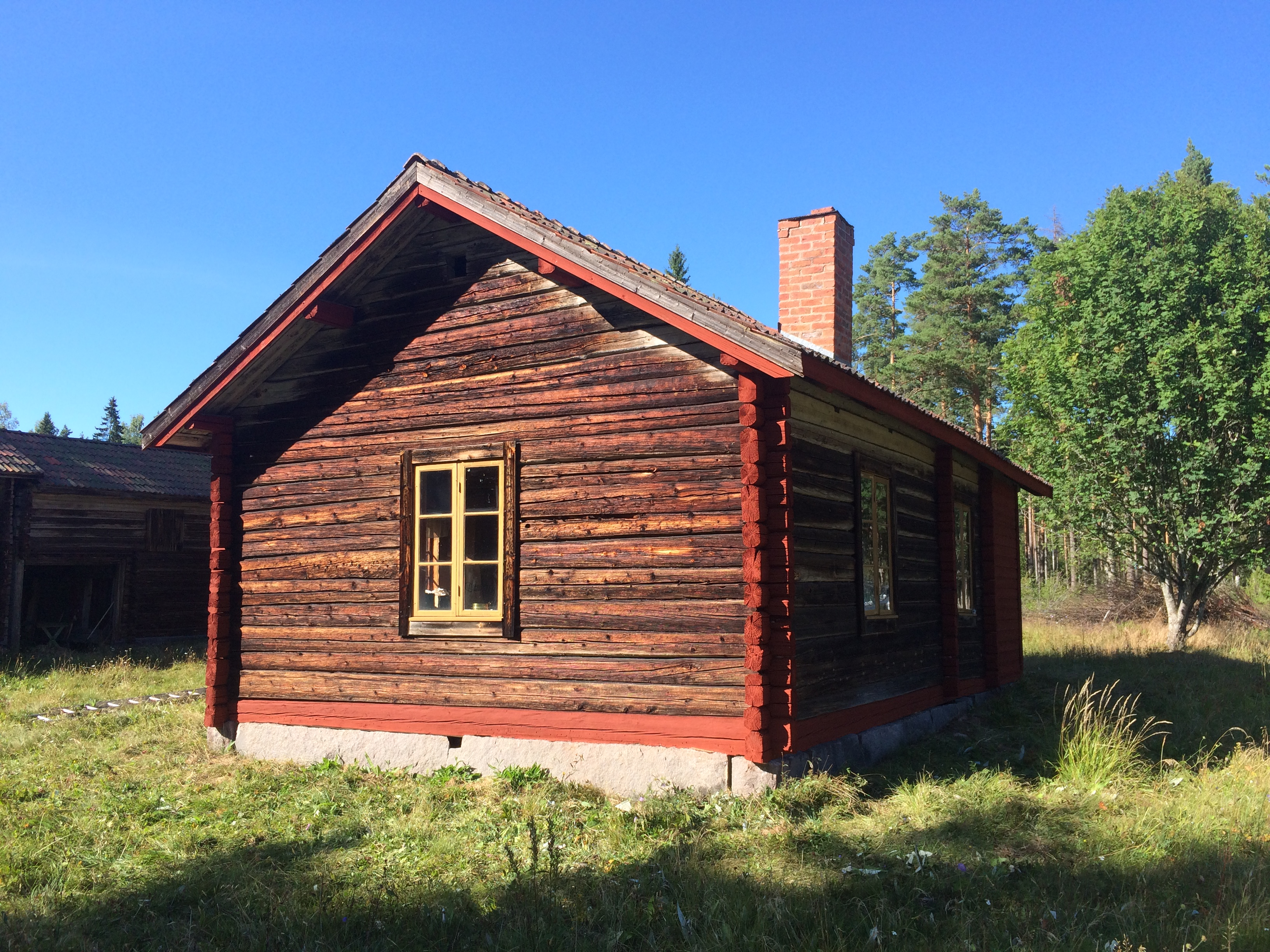
Enkelstuga, Kockes hemfäbod.

Kockes hemfäbod är en byggnadsminnesförklarad hemfäbod i Grytberg, Hisvåla, Leksand, i Dalarnas län.
Fäboden, som varit i bruk in på mitten av 1900-talet, är ett välbevarat exempel från fäbodnäringens guldålder på 1800-talet, med en intakt kringbyggd gårdsplan bestående av uthus och enkelstuga i ofärgat liggtimmer med rödfärgade knutar och bevarad slåtterängsflora i en by- och naturmiljö som ännu bär tydliga spår av fäbodbruk. Fäboden, som består av stuga, fäjs (fähus), bod, stall, trösklada och höloft liksom dass och vedbod, är en väl utvecklad gårdsbildning där man förutom bete och slåtter även utnyttjat markerna för odling, vilket märks i den fullständiga gårdsanläggningen. Fäboden, vars lada och stuga baserat på inskrifter tycks ha flyttat upp från Ullvi, har brukats av bönder i Romma.

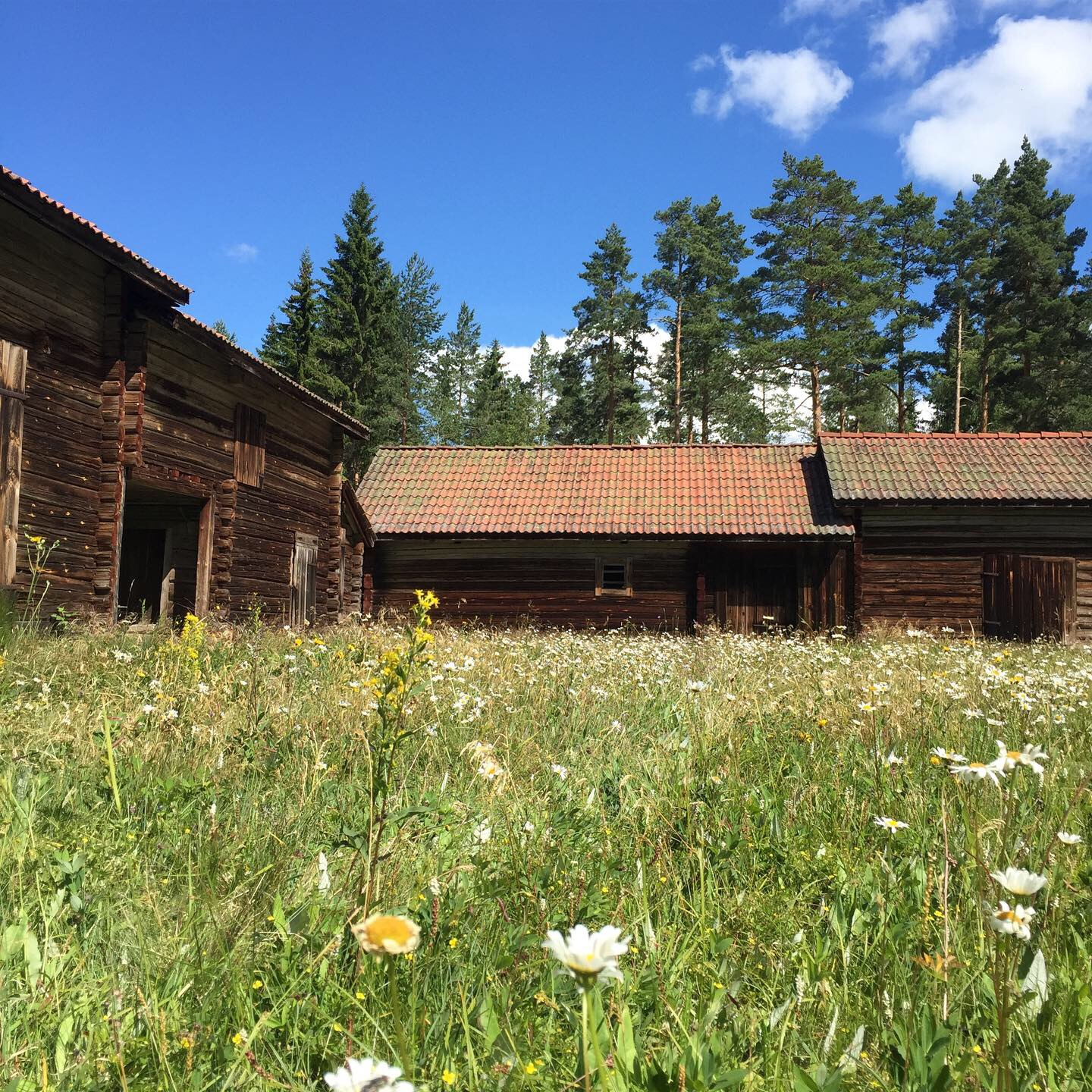
Uthus, Kockes hemfäbod.

Hemfäboden ligger bland andra fäbodar och bofasta gårdar i Hisvåla,"en "väl bibehållen blandby med välbevarad bebyggelse i ett ännu förhållandevis välhävdat kulturlandskap utan nämnvärd inblandning av modern avvikande bebyggelse."